# Harrodsburg
Harrodsburg er en by og amtsæde i Mercer County i Kentucky. Ved folketællingen i 2000 var der 8.014 indbyggere i byen, som er på 13,7km². Harrodsburg er Kentuckys ældste by.

## Historie
Harrodsburg blev grundlagt i 1774 af James Harrod, og blev til at begynde med kaldt Harrod's Town eller Harrodstown. Bosætningen blev forladt som følge af angreb fra indianere i Dunmores krig samme år, men blev igen bosat i 1775, som en del af den foreslåede koloni Transylvania. Harrodsburg var hjemsted for mange kampe mod indianere under Amerikanske uafhængighedskrig.

## Eksterne lenker
- Harrodsburg/Mercer County Tourist Commission
- Mercer County Chamber of Commerce
- Harrodsburg First, Inc. Arkiveret 5. februar 2011 hos  Wayback Machine

- Wikimedia Commons har flere filer relateret til Harrodsburg

37°45′50″N 84°50′46″V / 37.76389°N 84.84611°V